# Rue des Halles
Rue des Halles är en gata i Quartier des Halles i Paris första arrondissement. Gatan är uppkallad efter Hallarna, franska: Les Halles. Rue des Halles vid Rue de Rivoli 104 och Rue Saint-Denis 7 och slutar vid Rue des Bourdonnais 38 och Rue Saint-Honoré.

## Bilder
| - Gatuskylt. - Rue des Halles. - Karyatider vid nummer 19. |

## Omgivningar
- Saint-Germain-l'Auxerrois
- Saint-Eustache
- Saint-Leu-Saint-Gilles
- Saint-Merri
- Fontaine des Innocents
- Place Joachim-du-Bellay
- Hallarna
- Rue des Innocents
- Rue de la Ferronnerie
- Place Marguerite-de-Navarre
- Rue du Plat-d'Étain
- Rue des Lavandières-Sainte-Opportune
- Rue des Déchargeurs

## Kommunikationer
- Tunnelbana – linjerna      – Châtelet
- Tunnelbana – linje  – Les Halles

### Webbkällor
- ”Rue des Halles”. Mairie de Paris. https://web.archive.org/web/20190905050909/http://www.v2asp.paris.fr/commun/v2asp/v2/nomenclature_voies/Voieactu/4411.nom.htm. Läst 26 oktober 2022.
- ”Rue des Halles”. Les rues de Paris. https://web.archive.org/web/20191220004640/http://www.parisrues.com/rues01/paris-01-rue-des-halles.html. Läst 26 oktober 2022.